# Psychotria opaca
Psychotria opaca är en måreväxtart som beskrevs av Johannes Müller Argoviensis. Psychotria opaca ingår i släktet Psychotria och familjen måreväxter. Inga underarter finns listade i Catalogue of Life.